# Pentagonia bocataurensis
Pentagonia bocataurensis är en måreväxtart som beskrevs av John Duncan Dwyer. Pentagonia bocataurensis ingår i släktet Pentagonia och familjen måreväxter.
Artens utbredningsområde är Panamá. Inga underarter finns listade i Catalogue of Life.